# Central geotermoeléctrica de Nesjavellir
La central geotermoeléctrica de Nesjavellir (Nesjavallavirkjun [ˈnɛːsjaˌvɛtlɪr̥] NGPS) es la segunda central geotermoeléctrica más grande en Islandia. La instalación se encuentra a 177 metros sobre el nivel del mar en la parte suroeste del país, cerca de Þingvellir y el volcán Hengill. La NGPS es propiedad y está operado por Orka náttúrunnar.
Los planes para el aprovechamiento de la zona Nesjavellir comenzaron en 1947, cuando se perforaron algunos pozos para evaluar el potencial del área para la generación de energía. La investigación continuó de 1965 a 1986. En 1987, inició la construcción de la planta, y la piedra angular fue colocada en mayo de 1990. La estación produce aproximadamente 120 megavatios de energía eléctrica, también ofrece alrededor de 1.100 litros de agua caliente (82-85 °C) por segundo, proveyendo climatización geotérmica y agua caliente al Distrito de la capital.